# Antenne 2 Midi
Antenne 2 Midi ou A2 Midi est le journal télévisé de la mi-journée diffusée en France sur la deuxième chaîne publique de télévision, Antenne 2, du 2 janvier 1979 au 6 septembre 1987. À son origine, l'édition commence à 12h45 puis dans un second temps à partir de 13h et l'émission est présentée par Patrick Lecocq, Noël Mamère, Léon Zitrone (le samedi et le dimanche), Philippe Labro, Bernard Langlois, Daniel Bilalian, Hervé Claude, William Leymergie et Patricia Charnelet.

## Contexte historique
Durant les années 1960, l'information de la mi-journée sur la Deuxième chaîne de l'ORTF fait l'objet de plusieurs tentatives mais il faut attrendre 1972 pour que le rendez-vous « INF 2 midi » soit proposé le week-end et notamment le dimanche, dans un premier temps. 
À partir de la naissance d'Antenne 2 en janvier 1975, la tranche des programmes de la mi-journée va connaître différents bouleversements avec dans un premier temps, le principe d'un simple flash d'information, à l'ouverture de l'antenne à 14h ou 14h30, répété à 15h et à 16h sauf le week-end, où l'édition « Journal de midi » est présentée à partir de 12h30 et jusqu'à 13h15 par le directeur de l'information d'Antenne 2, Jean-Pierre Elkabbach.
Entre septembre 1976 et la rentrée 1977, l'actualité nationale de la mi-journée disparaît d'Antenne 2 dont les programmes débutent durant cette période, à partir de 13h30 ou 14h seulement, sauf en ce qui concerne les éditions du week-end, intitulées « Antenne 2 Journal » proposées à 13h15. En semaine, durant cette période, les émissions ou éditions produites par les antennes régionales de FR3 sont programmées à 13h30. Cette situation perdure jusqu'à la fin de l'année 1978.

## Lancement et controverses
À son lancement, le 2 janvier 1979, la nouvelle émission d'information est diffusée de 12h45 à 13h30. La période de campagne politique pour les élections présidentielles de mai 1981 connaît une certaine tension, notamment dans les médias radio et télévision, dont la quasi totalité est encore pilotée directement ou indirectement par l'Etat, y compris les stations de radio dites périphériques comme RTL, Radio Monte-Carlo et Europe 1 contrôléés par des proches du pouvoir et est farouchement opposé aux radios dites « libres ».
En 1979, l'affaire des diamants de Bokassa, mettant en cause le Président Valéry Giscard d'Estaing, engendre l'éviction de Claude Sérillon par le directeur de l'information Jean-Pierre Elkabbach, lequel a abordé l'affaire dans la Revue de presse.
Le 19 mars 1980, invité sur le plateau d’Antenne 2 Midi face notamment au candidat François Mitterrand, le chanteur Daniel Balavoine se met en colère et adresse un avertissement aux politiques et aux journalistes. Il affirme que « la jeunesse se désespère », que les propos des médias n’intéressent personne et que ceux-ci passent à côté des vrais problèmes.
Quelques mois après l'élection de Mitterrand, Jean-Pierre Elkabbach est remercié puis le 14 septembre 1982, le grand reporter Bernard Langlois est licencié pour avoir qualifié le décès de Grace de Monaco d'« histoire de royaume d'opérette sur un caillou cossu » qu'il qualifie moins important que l'assassinat, survenu le même jour, du président libanais Bachir Gemayel.
Le début des années 1980 marque pour Antenne 2, un succès populaire et pour la première fois de son histoire, elle parvient même à dépasser en audience, sa concurrente historique TF1.
À partir du 8 septembre 1986, Antenne 2 Midi démarre à 13h00. L'édition prend le titre de Journal de 13 heures à partir du 9 septembre 1987.

## Concept
Un grand débat complète les reportages du journal qui débute par une revue de presse. Une page Culture et région conclue l'édition.

## Présentateurs
- janvier 1979 - 1981 : Patrick Lecocq
- octobre 1979 - avril 1981 : Léon Zitrone (les samedi et dimanche)
- septembre 1981 - 1982 : Philippe Labro et Bernard Langlois (en alternance)
- janvier 1983 - 1986 : Daniel Bilalian et Noël Mamère (en alternance)
- mars 1985 - septembre 1986 : Noël Mamère et Hervé Claude (en alternance)
- octobre 1986 à septembre 1987 : William Leymergie et Patricia Charnelet en duo

## Le Journal de 12h30 de La Cinq
Reprenant en partie le concept et l'horaire d'Antenne 2 Midi, à partir du 14 septembre 1987, le journal de la mi-journée de La Cinq se compose de deux éditions:
Le Journal de 12h30 proposant un tour de vue de l'actualité, une partie "magazine", et un Duel sur La Cinq opposant deux débatteurs sur un sujet d'actualité. Suivi par Le Journal de 13h00.